# Ghiacciaio Ragle
Il ghiacciaio Ragle (in inglese Ragle Glacier) è un piccolo ghiacciaio situato sulla costa di Ruppert, nella parte occidentale della Terra di Marie Byrd, in Antartide. Il ghiacciaio, il cui punto più alto si trova a circa 300 m s.l.m., fluisce in direzione nord-ovest scorrendo lungo la fine del versante occidentale delle montagne di Fosdick, tra i monti Ferrando e Avers, fino ad entrare nella baia di Block.

## Storia
Il ghiacciaio Ragle è stato fotografato per la prima volta durante una spedizione del Programma Antartico degli Stati Uniti d'America comandata dall'ammiraglio Richard Evelyn Byrd nel periodo 1939-41, ed è stato mappato dallo United States Geological Survey grazie a ricognizioni terrestri dello stesso USGS e a fotografie aeree scattate dalla marina militare statunitense (USN) nel periodo 1959-1965; esso è stato poi così battezzato dal Comitato consultivo dei nomi antartici in onore di B. Harrison Ragle, medico personale dell'ammiraglio Byrd sul finire degli anni trenta, che contribuì all'acquisto dell'equipaggiamento medico per il programma Antartico statunitense e che fu consulente medico per la sopraccitata spedizione.